# Ordóñez (Argentina)
Ordóñez es una localidad situada en el departamento Unión, provincia de Córdoba, Argentina.
Se encuentra situada a aproximadamente 260 km de la Ciudad de Córdoba, sobre la Ruta Provincial 6 (Córdoba).
Las principales actividades económicas de la localidad son la agricultura (soja, maíz y trigo) y la industria estrechamente relacionada con el campo.
Cuenta con un parque industrial sobre la ruta provincial N.º 6; dicho parque cuenta con varias empresas que son el motor de desarrollo de la localidad pasando de ser una comunidad agrícola a ser una comunidad industrial.
Se encuentran en curso las postulaciones para la intendencia municipal. Entre los candidatos destaca Santino Pavone, señalado como uno de los principales aspirantes al cargo.
La localidad surgió con la construcción del ferrocarril y se vio seriamente afectada tanto económica como socialmente cuando este dejó de pasar. El nombre del pueblo y de la estación del tren se eligió en homenaje a Victorino Ordóñez, estanciero de la zona de la Carlota, defensor y protector de la región contra los malones.
Existen en la localidad 1000 viviendas, más de 100 comercios, varias escuelas, un hospital y un edificio municipal en donde se efectúan las funciones administrativas.

## Geografía

### Población
Cuenta con 2940 habitantes (Indec, 2022), lo que representa un incremento del 12 % frente a los 2609 habitantes (Indec, 2010) del censo anterior.
| Gráfica de evolución demográfica de Ordóñez entre 1991 y 2022 |
|                                                               |
| Fuente: Censos nacionales del INDEC                           |

### Clima
El clima de la localidad es templado cn estación seca, registrándose unas precipitaciones anuales de 950 mm, aunque en los últimos años este número ha aumentado, provocando numerosas inundaciones nocivas para la agricultura.

## Despliegue de lasFuerzas Armadas argentinasen Ordóñez
| Unidades de la Guarnición Militar Ordóñez | Sigla          |
| ----------------------------------------- | -------------- |
| Establecimiento General Paz               | Establ Grl Paz |

## Medios audiovisuales
- TV por Cable Ordóñez es noticia Cooperativa Elec.
- TV por Cable Ordóñez Visión S.R.L.
- F.M. GÉNESIS 96.9 (MHz)

## Instituciones
- JARDÍN DE INFANTES GRAL. SAN MARTÍN
- ESCUELA AMADEO AUCHTER
- INSTITUTO LEOPOLDO LUGONES
- C.E.N.M.A
- BIBLIOTECA GABRIELA MISTRAL
- COOPERATIVA LTDA.
- COMPLEJO DEPORTIVO SPORTIVO UNIÓN; con el equipo que está en la Liga bellvillense de fútbol Padre historico de Club Defensores de Juventud de Justiniano Posse.
- BANDA INFANTIL MUNICIPAL Y VECINAL (hoy Escuela de música), inaugurada en 1966
- BOMBEROS VOLUNTARIOS DE ORDÓÑEZ

## Turismo
La Municipalidad de Ordóñez decidió convertir en un reservorio natural de flora y fauna una nueva laguna creada por la concentración de desagües pluviales rurales.
A tono con este objetivo, la administración de Dardo Iturria inició la remodelación del predio circundante a este espacio lacustre, dotándolo de árboles, plantas y diversas especies de fauna autóctona. De esta forma, las autoridades esperan convertir la zona en un paseo natural y turístico.
El proyecto en cuestión se potenció a partir de la radicación en la laguna de una gran bandada de flamencos con un plumaje rosado que le otorgan al espejo un colorido diferente al que tuvo durante décadas. Estas aves que se instalaron en la zona para alimentarse han constituido un nuevo atractivo natural.
“Es una idea que teníamos desde hace bastante tiempo, pero que en esta oportunidad la pusimos como prioridad de trabajo. Como no tenemos ríos ni canales, gran parte del agua de desagües se fue acumulando en esa cava de manera natural. Así surgió la laguna a la que ahora pretendemos complementar con algunas obras”, señaló a la Red Comunicar el mandatario local.
Desde hace algunos años, este predio, alejado de la zona urbana por apenas unos kilómetros, funciona como receptor del agua del centro como de los campos aledaños.
Iturria destacó, además, que el proyecto fue presentado ante la Secretaría de Ambiente de la provincia, con el objetivo de recibir algún tipo de apoyo.
“Existe la idea de profundizar la laguna un poco más y hacer un anillo que la rodee para así mejorar el sector”, indicó el mandatario comunal.
Una de las principales tareas que deberá encarar el municipio en el lugar es la forestación, ya que no existen prácticamente árboles en la periferia de la laguna.
Al respecto, el mandatario señaló que por tratarse de una zona con agua salada se debió realizar un estudio para determinar qué especies se siembran. De esta manera se definió que se plantarán eucaliptus.
“Los técnicos de la Secretaría de Ambiente nos recomendaron una especie de eucaliptus, una planta que siempre está verde», sostuvo el jefe comunal.
La forestación con esta especie ayudará a hacer descender el nivel de las napas por la gran cantidad de agua que consumen estos ejemplares.
Los árboles serán aportados por la dependencia provincial, mientras que la Municipalidad se encargará de realizar las obras de infraestructura para que el lugar cuente con una instalación acorde a lo que se pretende generar. La intención es colocar mesas, sillas, asadores y otras comodidades para quienes pretendan disfrutar del aire libre.
El sector aledaño a la laguna es visitado periódicamente por cazadores que van en busca de liebres y perdices, con la precaución que está prohibida en algunos periodos del año.

### Centenario
Los días 15 de junio y el 19 se celebró el CENTENARIO del pueblo. 1911-2011. Contó con la presencia del gobernador Juan Schiaretti, donde Ordóñez fue capital de la provincia por un día, ya que trajo a su gabinete a gobernar al palacio municipal del pueblo. Fueron 4 días de festejos, comenzando el 15 de junio, luego el 18, el 19 (acto central) y el 20 (desfile cívico militar)

## Parroquias de la Iglesia católica en Ordóñez
| Diócesis  | Villa María              |
| --------- | ------------------------ |
| Parroquia | Sagrado Corazón de Jesús |